# 岩田裕臣
岩田 裕臣 （いわた ひろおみ、1983年8月15日 - ）は、東京都江戸川区出身のオートレース選手（川口オートレース場所属）。
オートレース転向前はロードレースライダーとして活躍した。

## 略歴
2007年全日本ロードレース選手権GP125クラス年間チャンピオン。2010年は全日本ロードレース選手権参戦と並行してオートレース選手候補生選抜試験を受験し、第31期選手候補生第2次試験に特例合格後、第3次試験を経て正式に合格。
9か月間にわたるオートレース選手養成所での訓練を経て、2011年7月11日にデビューした。

## 戦績
- 2003年 全日本ロードレース選手権 GP125 ランキング23位　TEAM・KAZUMA から参戦（ホンダ）
- 2004年 全日本ロードレース選手権 GP125 ランキング29位　TEAM PLUS ONE から参戦（ホンダ）
- 2005年 全日本ロードレース選手権 GP125 ランキング14位　CLUB PLUS ONE から参戦（ホンダ）
- 2006年 全日本ロードレース選手権 GP125 ランキング6位　TEAM PLUS ONE から参戦（ホンダ）
- 2007年 全日本ロードレース選手権 GP125 年間チャンピオン（1勝） TEAM PLUS ONEから参戦（ホンダ）
- 2008年 全日本ロードレース選手権 GP125 ランキング10位（最高位2位）DyDo Miu Racing から参戦（ホンダ）
- 2009年 全日本ロードレース選手権 GP125 ランキング5位 DyDoミウレーシングチーム から参戦（ホンダ）
- 2010年 全日本ロードレース選手権 J-GP3　TEAM PLUS ONEから参戦（ホンダ）
- 2011年 7月11日、川口オートレース場でデビューし初勝利を挙げた[1]。